# Yabu (cheval)
Pour les articles homonymes, voir Yabu.
Le Yabu, ou Kabouli, est une race de poneys de montagne d'apparence grossière, originaires de la province de Kaboul, en Afghanistan, également présente en Iran. Cités dans les documents des Moghols, puis décrits par les britanniques du XIXe siècle, ils sont employés sous la selle et au bât. La race est réputée pour ses capacités de portage et d'endurance. Bien qu'elle subsiste vraisemblablement, sa situation est méconnue.

## Histoire
Le Yabu, également nommé Yabou et Yabut, est aussi connu sous le nom de « Kabouli ». Ce nom semble désigner un cheval commun, peu raffiné, de valeur moindre. 
Le Yabu est réputé provenir de croisements entre des chevaux turcs et une race locale de qualité inférieure. Dans les documents écrits de la cavalerie moghole, la race Yabu est citée pour être la deuxième plus utilisée, après le cheval touranien. De même, un panjharazi zat devait comporter six chevaux de race Yabu.
La race est décrite en tant que telle au XIXe siècle, dans le cadre de son utilisation par les forces armées britanniques.

## Description
Il s'agit vraisemblablement d'un poney de montagne, décrit comme puissant et corpulent de morphologie. D'après CAB International, la taille moyenne est de 1,32 m.
Le tempérament est réputé lent, et parfois paresseux. Cependant, la race est très rustique, résistante et porteuse, particulièrement adaptée aux déplacements en montagne grâce à son pied sûr.

## Utilisations
Il est employé comme monture et comme cheval de bât. Il est réputé pour sa capacité à porter un homme adulte et son équipement sur une distance de 47 miles par jour pendant une semaine, à pleine charge, et avec une simple couverture sur le dos.

## Diffusion de l'élevage
C'est une race indigène de l'Afghanistan, originaire de la province de Kaboul. Elle est aussi présente en Iran, Elle forme l'une des douze races de chevaux citées par la FAO en Afghanistan. Cet organisme la répertorie dès 1995. 
L'étude de l'université d'Uppsala menée pour la FAO en 2010 signale le Yabu comme race asiatique locale et transfrontière, dont le niveau de menace est inconnu. La base de données DAD-IS ne fournit aucun relevé d'effectifs (2018), que ce soit en Afghanistan ou en Iran, cependant cette race était signalée comme toujours existante en 2013.